# ماتيا بيس
ماتيا بيس (بالإيطالية: Mattia Pesce)‏ (مواليد 3 ديسمبر 1989) هو سبّاح إيطالي، مثّل بلاده في الألعاب الأولمبية الصيفية 2012.

## روابط خارجية
ماتيا بيس على موقع الاتحاد الدولي للسباحة (الإنجليزية)
- ماتيا بيس على موقع SwimRankings.net (الإنجليزية)
- ماتيا بيس على موقع اللجنة الأولمبية الدولية (الإنجليزية)
- ماتيا بيس على موقع أوليمبيديا (الإنجليزية)